# GR Virginis
GR Virginis (GR Vir / HD 129903 / HIP 72138) es una estrella variable en la constelación de Virgo situada a 1,25º de Rijl al Awwa (μ Virginis), casi en el límite con Libra. Fue descubierta por Strohmeier et al. en 1965 e independientemente por Harris en 1979. Se encuentra a 173 años luz de distancia del sistema solar.
GR Virginis es una binaria de contacto, es decir, sus componentes están tan cerca entre sí que existe transferencia de masa y comparten las capas exteriores («binaria de sobrecontacto»). GR Virginis tiene además un alto grado de sobrecontacto (78,6%). Es una binaria eclipsante del tipo W Ursae Majoris, oscilando su brillo entre magnitud +7,80 y +8,25 en un período de 0,4198 días. Dentro de esta clase de variables pertenece al subtipo-A. Su período disminuye a razón de a razón de 4,32 × 10−7 días por año. Esta disminución hará que los lóbulos de Roche críticos interiores y exteriores se vayan reduciendo, haciendo que la capa exterior compartida sea cada vez más profunda, para finalmente formar una única estrella con una gran velocidad de rotación.
El tipo espectral de GR Virginis es G0V. Es una de las variables W Ursae Majoris en donde la relación entre las masas de ambas componentes es menor (q = 0,122). Las masas respectivas son 1,36 y 0,17 veces la masa solar y los radios 1,42 y 0,61 veces el radio solar.